# Nikołaj Anikin
Nikołaj Piotrowicz Anikin (ros. Николай Петрович Аникин, ur. 25 stycznia 1932 w Iszymie, zm. 14 listopada 2009 w Duluth) – rosyjski biegacz narciarski reprezentujący Związek Radziecki, trzykrotny medalista olimpijski oraz srebrny medalista mistrzostwa świata.

## Kariera
Jego olimpijskim debiutem były igrzyska w Cortinie d’Ampezzo w 1956 roku. Wspólnie z Fiodorem Tierientjewem, Pawłem Kołczinem i Władimirem Kuzinem zdobył złoty medal w sztafecie 4 × 10 km. Zajął także siódme miejsce w biegu na 15 km stylem klasycznym. Cztery lata później, podczas igrzysk olimpijskich w Squaw Valley wraz z Anatolijem Szeluchinem, Giennadijem Waganowem i Aleksiejem Kuzniecowem wywalczył brązowy medal w sztafecie. Ponadto w biegu na dystansie 30 km zdobył kolejny brązowy medal, przegrywając jedynie z dwoma Szwedami: zwycięzcą Sixtenem Jernbergiem oraz drugim na mecie Rolfem Rämgårdem.
W 1958 roku wystartował na mistrzostwach świata w Lahti. Razem z Fiodorem Tierientjewem, Anatolijem Szeluchinem i Pawłem Kołczinem zdobył srebrny medal w sztafecie. Na tych samych mistrzostwach zajął także 9. miejsce w biegu na 15 km techniką klasyczną. Na kolejnych mistrzostwach już nie startował.
W 1957 roku, biegnąc w sztafecie, zdobył swój jedyny tytuł mistrza Związku radzieckiego. W tym samym roku otrzymał Order „Znak Honoru”. Po zakończeniu kariery został trenerem i przez wiele lat był trenerem w radzieckiej kadrze, pełnił m.in. funkcję głównego szkoleniowca. W 1994 roku razem z żoną zamieszkał w USA i tam zmarł 15 lat później.

## Osiągnięcia

### Igrzyska olimpijskie
| Miejsce | Dzień       | Rok  | Miejscowość       | Konkurencja             | Czas biegu | Strata   | Zwycięzca         |
| ------- | ----------- | ---- | ----------------- | ----------------------- | ---------- | -------- | ----------------- |
| 7.      | 30 stycznia | 1956 | Cortina d’Ampezzo | 15 km stylem klasycznym | 49:39      | +1:19    | Hallgeir Brenden  |
| 1.      | 4 lutego    | 1956 | Cortina d’Ampezzo | Sztafeta 4 × 10 km      | 2:15:30    | -        | -                 |
| 3.      | 19 lutego   | 1960 | Squaw Valley      | 30 km stylem klasycznym | 1:51:03,9  | +1:24,3  | Sixten Jernberg   |
| 10.     | 23 lutego   | 1960 | Squaw Valley      | 15 km stylem klasycznym | 51:55,5    | +59,5    | Håkon Brusveen    |
| 3.      | 25 lutego   | 1960 | Squaw Valley      | Sztafeta 4 × 10 km      | 2:08:33,5  | +2:36,0  | Finlandia         |
| 13.     | 27 lutego   | 1960 | Squaw Valley      | 50 km stylem klasycznym | 2:59:06,3  | +11:07,6 | Kalevi Hämäläinen |

### Mistrzostwa świata
| Miejsce | Dzień   | Rok  | Miejscowość | Konkurencja             | Czas biegu | Strata  | Zwycięzca        |
| ------- | ------- | ---- | ----------- | ----------------------- | ---------- | ------- | ---------------- |
| 9.      | 4 marca | 1958 | Lahti       | 15 km stylem klasycznym | 48:58,3    | +1:06,8 | Veikko Hakulinen |
| 2.      | 6 marca | 1958 | Lahti       | Sztafeta 4 × 10 km      | 2:18:15,0  | +29,4   | Szwecja          |